# (35619) 1998 HT149
1998 HT149 (asteroide 35619) é um asteroide da cintura principal. Possui uma excentricidade de 0.15251840 e uma inclinação de 9.42623º.
Este asteroide foi descoberto no dia 25 de abril de 1998 por Eric Walter Elst em La Silla.